# Rorea otagoensis
Rorea otagoensis là một loài nhện trong họ Amphinectidae. Loài này phân bố ở New Zealand.